# Vincent Dumestre
Vincent Dumestre (nascido em 5 de maio de 1968) é um lutenista francês. Em 1997, ele fundou o conjunto Le Poème Harmonique. 

## História

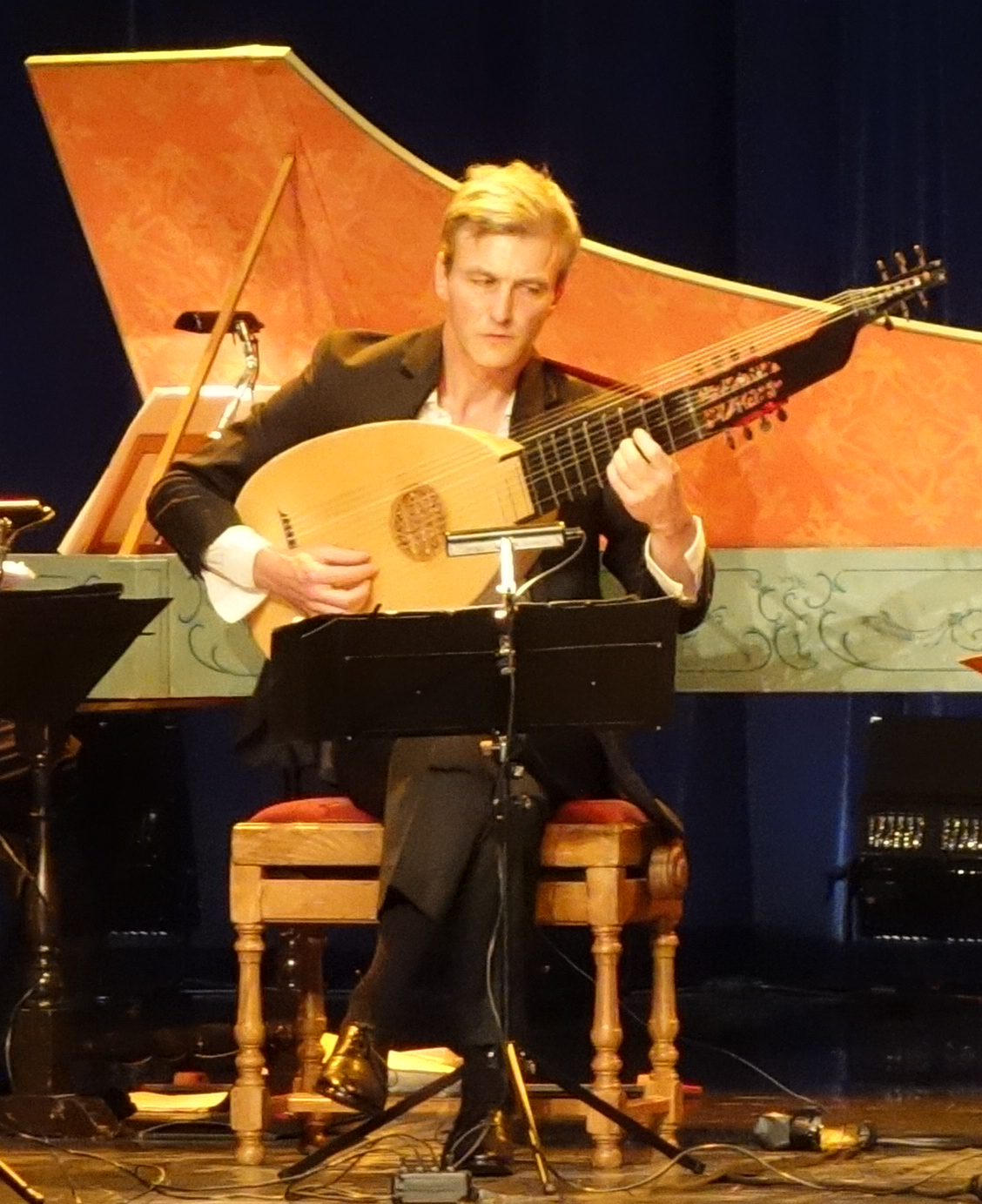
Vincent Dumestre

Estudou violão clássico na École Normale de Musique de Paris e história da arte na École du Louvre. Depois, dedicou-se à música para a teoria, violão e alaúde barrocos, estudando com Hopkinson Smith e Eugène Ferré. 

Em 2005, ele recebeu o Grand Prix du Disque da L'Académie Charles Cros na categoria "música barroca" para Bourgeois Gentilhomme. 